# La Laguna, Jitotol
La Laguna är en ort i Mexiko.   Den ligger i kommunen Jitotol och delstaten Chiapas, i den sydöstra delen av landet, 700 km öster om huvudstaden Mexico City. La Laguna ligger 1 525 meter över havet och antalet invånare är 284.
Terrängen runt La Laguna är kuperad västerut, men österut är den bergig. Runt La Laguna är det ganska tätbefolkat, med 80 invånare per kvadratkilometer. Närmaste större samhälle är Pueblo Nuevo Jolistahuacan, 3,2 km norr om La Laguna. I omgivningarna runt La Laguna växer i huvudsak städsegrön lövskog.